# Karin Prien
Karin Prien, född Kraus 26 juni 1965 i Amsterdam, är en tysk politiker (CDU). Hon är vice ordförande för CDU sedan 2022. Hon var ledamot av Hamburgs borgerskap 2011–2017 och ledamot av Tysklands förbundsråd 2017–2018.